# Jacques Cassini
För andra betydelser, se Cassini (olika betydelser).
Jacques Cassini, född 18 februari 1677 i Paris, död 16 april 1756 i Thury-en-Valois, var en fransk astronom, son till Giovanni Domenico Cassini och far till César-François Cassini de Thury.
Cassini blev 1694 medlem av franska vetenskapsakademin och 1696 av Royal Society i London. 1712 utnämndes han till direktor vid observatoriet i Paris och avslutade sedermera faderns gradmätningsarbeten. I sitt arbete De la grandeur et de la figure de la terre (1720) förfäktade han den satsen, att jorden inte är avplattad vid polerna. Dessutom skrev han Éléments d'astronomie (1740) och Tables astronomiques (1750; en fortsättning av det förra verket). 

## Eftermäle
Nedslagskratern Cassini på månen och asteroiden 24102 Jacquescassini är uppkallade efter honom.